# Vindmøllerne ved Avedøre Holme
Vindmøllerne ved Avedøre Holme omfatter flere forskellige vindenergiprojekter på og ved den delvist kunstige halvø Avedøre Holme i det sydlige Hvidovre. 

## Avedøre Vindmøllepark
De første 12 møller blev opstillet i 1992 under navnet Avedøre Vindmøllepark. Møllerne var af fabrikatet Bonus og havde hver en effekt på 300 kW. Dette projekt var først ejet ligeligt af NESA og vindmøllelauget Avedøre Vindkraft, men overgik fra 2005 fuldstændigt til NESA's hænder, der fra 2006 afløstes af DONG Energy. Efter mindre end 17 års drift blev disse møller revet ned og afmeldt i 2009. Afviklingen var omfattet af skrotningsordningen fra 2008 for vindmøller på under 450 kW. Således ydes et statsligt tilskud til nye vindmøller opført på samme lokalitet. 

## DONG og Hvidovre Vindmøllelaugs vindmøller
Som erstatning for de 12 Bonus-møller (Avedøre Vindmøllepark) opførte DONG Energy i 2009 to nye havvindmøller fra Siemens Wind Power på 3,6 MW. De er placeret i havet umiddelbart unden for diget. Da vindmøllerne blev tilsluttet elnettet i november 2009, var de størst i Danmark målt på rotordiameter (120 meter) og blandt de seks største vindmøller i Danmark målt på effekt (3,6 MW). I etableringstilladelsen beskrives møllerne som demonstrationsvindmøller, da de er blandt de allerførste vindmøller af denne model. Den kystnære placering muliggør hurtig og billig servicering.
Ifølge et notat fra DONG Energy var det et klart mål, at vindmøllerne skulle være driftsklare før FN's klimakonference 2009 i København i december, hvor de skulle bruges som "udstillingsvindue". Det samme notat fremhævede også, at lokal og folkelig opbakning var vigtig for projektets succes. På trods af ikke at være omfattet af de nye regler om forkøbsret til beboere i lokalområdet, valgte DONG alligevel at give privatpersoner mulighed for at købe andele.
Derfor blev den ene mølle efter opførelsen overdraget til Hvidovre Vindmøllelaug for en købspris på 52 mio. kroner . Hvidovre Vindmøllelaug er organiseret som et interessentskab (I/S) med 10.700 andele. Størrelsen af en andel blev beregnet således, at én andel ved etableringen forventeligt producerer 1000 kWh årligt. Lavet bestod i juni 2010 af 2254 andelshavere, hvoraf ca. 20% var fra Hvidovre. Ifølge lavet selv var det første gang i otte år, at private frit blev indbudt til at købe vindmølleandele. En andel kostede 4995 kr i tegningsperioden. På interessentskabsmødet, som er lavets højeste myndighed, har hver interessent én stemme uanset antal ejede andele. Overskud udbetales til interessenterne mindst én gang om året.
Opførelsen af en tredje mølle, der skal have samme udseende, men ikke nødvendigvis være samme type er blevet godkendt af Energistyrelsen.

## Elkraft 1 MW demonstrationsmølle
På Avedørekraftværkets område blev forsøgsmøllen EK50 på 1 MW fra firmaet Elkraft opført. Den var tilsluttet elnettet fra 1993 til 2009 og blev aktivt inddraget i forskning med deltagere fra bl.a. Risø.

## Tre Vestas 600 kW møller
I år 2000 opførte NESA og Magasin du Nord tre Vestas V47-vindmøller med en effekt på 660 kW hver. Magasin ejer den ene mølle og den matrikel, som møllen er opført på. De blev opført på en ret linje med den nu nedrevne Elkraft 1 MW-mølle..